# Real Club Celta de Vigo
El Real Club Celta de Vigo és un club de futbol gallec de la ciutat de Vigo, a la província de Pontevedra. Es va fundar l'any 1923 i juga a Primera Divisió. El Celta porta més de 55 temporades a la primera divisió. És l'11è equip de la històrica classificació de 1a Divisió.
En el seu palmarès hi ha una Copa Intertoto i tres subcampionats de la Copa del Rei. A més, ha aconseguit una classificació per a la Lliga de Campions, en la qual va arribar a vuitens de final, i set per a la Copa de la UEFA.

## Història
El club va néixer el 10 d'agost de 1923 per la fusió de R. Vigo Sporting Club (1913 fusió de Vigo FC (1905), New FC (1906) i Real Fortuna FC (1905) per iniciativa de José Bar i Manuel de Castro 'Handicap'. En fou primer president Manuel Bárcena de Andrés (Comte de Torrecedeira). En els seus inicis vestia samarreta vermella i pantaló negre, abans d'adoptar els actuals.

## Palmarès
- Campionat de Galicia: 19 (1908, 1909, 1914, 1919, 1920, 1923 (com a Vigo Sporting), 1906, 1907, 1910, 1911, 1912, 1915, 1918, 1921, 1922 (com a Fortuna), 1924, 1925, 1926, 1928 (com a Celta))
- Copa Intertoto: 1 (1999)
- A més ha estat 4 cops subcampió de Copa d'Espanya (1908 com Vigo Sporting i 1948, 1994, 2001 com Celta)

## Estadístiques
- Temporades a 1a: 56.
- Temporades a 2a: 32.
- Victòries a 1a:  509.
- Empats a 1a:  339.
- Derrotes a 1a:  622.
- Millor posició a la lliga: 4t
- Pitjor posició a la lliga: 19è
- Posició històrica: 11è
- Major victòria com a local a la Lliga

| Celta de Vigo | 10–1 | Nàstic de Tarragona |
| ------------- | ---- | ------------------- |
|               |      |                     |

 Estadi de Balaídos, (Vigo)        
- Major victòria com a visitant a la Lliga

| Hèrcules CF | 0–5 | Celta de Vigo |
| ----------- | --- | ------------- |
|             |     |               |

 Estadi de Bardín, (Alacant)        
- Major derrota com a local a la Lliga

| Celta de Vigo | 0–5 | Deportivo de La Coruña |
| ------------- | --- | ---------------------- |
|               |     |                        |

 Estadi de Balaídos, (Vigo)        
- Major derrota com a visitant a la Lliga

| Athletic Club | 10–0 | Celta de Vigo |
| ------------- | ---- | ------------- |
|               |      |               |

 Estadi de San Mamés, (Bilbao)        

## Plantilla 2025-26

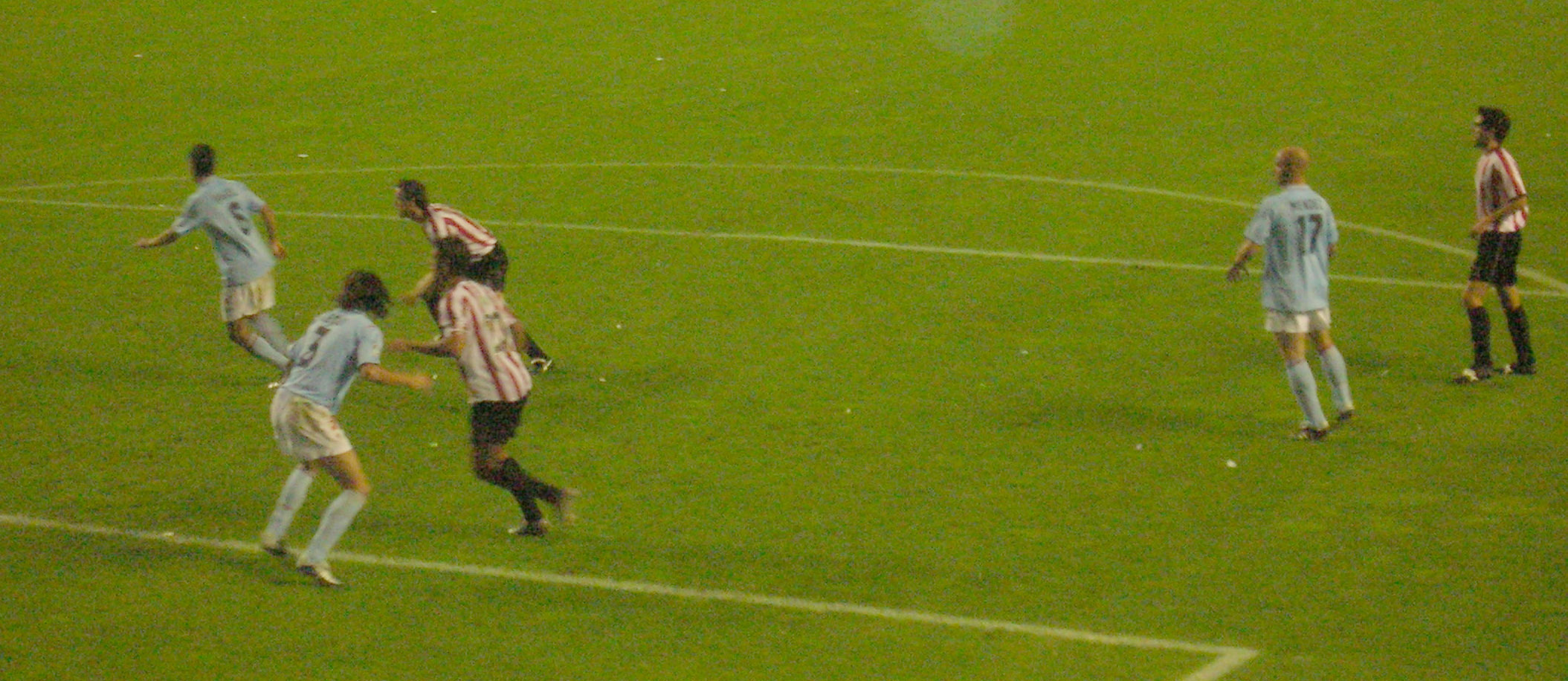
Partit Athletic de Bilbao - Celta el 2005

A 31 juliol 2025
| N. | Pos. | Nac. | Jugador             |
| -- | ---- | --- | ------------------- |
| 1  | POR  | [[Fitxer:Flag of Spain.svg\|23x15px\|border \|alt=Espanya\|link=Selecció de futbol d'Espanya\|{{#if:\|]]            | Iván Villar         |
| 2  | DEF  | [[Fitxer:Flag of Sweden.svg\|23x15px\|border \|alt=Suècia\|link=Selecció de futbol de Suècia\|{{#if:\|]]            | Carl Starfelt       |
| 3  | DEF  | [[Fitxer:Flag of Catalonia.svg\|23x15px\|border \|alt=Catalunya\|link=Selecció de futbol de Catalunya\|{{#if:\|]]   | Óscar Mingueza      |
| 5  | DEF  | [[Fitxer:Flag of Spain.svg\|23x15px\|border \|alt=Espanya\|link=Selecció de futbol d'Espanya\|{{#if:\|]]            | Sergio Carreira     |
| 6  | MIG  | [[Fitxer:Flag of Guinea.svg\|23x15px\|border \|alt=Guinea\|link=Selecció de futbol de Guinea\|{{#if:\|]]            | Ilaix Moriba        |
| 8  | MIG  | [[Fitxer:Flag of Spain.svg\|23x15px\|border \|alt=Espanya\|link=Selecció de futbol d'Espanya\|{{#if:\|]]            | Fran Beltrán        |
| 9  | DAV  | [[Fitxer:Flag of Catalonia.svg\|23x15px\|border \|alt=Catalunya\|link=Selecció de futbol de Catalunya\|{{#if:\|]]   | Ferran Jutglà       |
| 10 | DAV  | [[Fitxer:Flag of Spain.svg\|23x15px\|border \|alt=Espanya\|link=Selecció de futbol d'Espanya\|{{#if:\|]]            | Iago Aspas (capità) |
| 11 | DAV  | [[Fitxer:Flag of Argentina.svg\|23x15px\|border \|alt=Argentina\|link=Selecció de futbol de l'Argentina\|{{#if:\|]] | Franco Cervi        |
| 13 | POR  | [[Fitxer:Flag of Romania.svg\|23x15px\|border \|alt=Romania\|link=Selecció de futbol de Romania\|{{#if:\|]]         | Ionuț Radu          |
| 14 | MIG  | [[Fitxer:Flag of Spain.svg\|23x15px\|border \|alt=Espanya\|link=Selecció de futbol d'Espanya\|{{#if:\|]]            | Damián Rodríguez    |
| 15 | DEF  | [[Fitxer:Flag of Ghana.svg\|23x15px\|border \|alt=Ghana\|link=Selecció de futbol de Ghana\|{{#if:\|]]               | Joseph Aidoo        |

| N. | Pos. | Nac. | Jugador                                    |
| -- | ---- | --- | ------------------------------------------ |
| 17 | DEF  | [[Fitxer:Flag of Spain.svg\|23x15px\|border \|alt=Espanya\|link=Selecció de futbol d'Espanya\|{{#if:\|]]                                       | Javi Rueda                                 |
| 18 | DAV  | [[Fitxer:Flag of Spain.svg\|23x15px\|border \|alt=Espanya\|link=Selecció de futbol d'Espanya\|{{#if:\|]]                                       | Pablo Durán                                |
| 19 | DAV  | [[Fitxer:Flag of Sweden.svg\|23x15px\|border \|alt=Suècia\|link=Selecció de futbol de Suècia\|{{#if:\|]]                                       | Williot Swedberg                           |
| 20 | DEF  | [[Fitxer:Flag of Spain.svg\|23x15px\|border \|alt=Espanya\|link=Selecció de futbol d'Espanya\|{{#if:\|]]                                       | Marcos Alonso                              |
| 21 | DEF  | [[Fitxer:Flag of Serbia.svg\|23x15px\|border \|alt=Sèrbia\|link=Selecció de futbol de Sèrbia\|{{#if:\|]]                                       | Mihailo Ristić                             |
| 22 | MIG  | [[Fitxer:Flag of Spain.svg\|23x15px\|border \|alt=Espanya\|link=Selecció de futbol d'Espanya\|{{#if:\|]]                                       | Hugo Sotelo                                |
| 23 | DAV  | [[Fitxer:Flag of Spain.svg\|23x15px\|border \|alt=Espanya\|link=Selecció de futbol d'Espanya\|{{#if:\|]]                                       | Hugo Álvarez                               |
| 24 | DEF  | [[Fitxer:Flag of Spain.svg\|23x15px\|border \|alt=Espanya\|link=Selecció de futbol d'Espanya\|{{#if:\|]]                                       | Carlos Domínguez                           |
| 25 | POR  | [[Fitxer:Flag of the Valencian Community (2x3).svg\|23x15px\|border \|alt=País Valencià\|link=Selecció de futbol del País Valencià\|{{#if:\|]] | Marc Vidal                                 |
| 32 | DEF  | [[Fitxer:Flag of Spain.svg\|23x15px\|border \|alt=Espanya\|link=Selecció de futbol d'Espanya\|{{#if:\|]]                                       | Javi Rodríguez                             |
| —  | DEF  | [[Fitxer:Flag of Spain.svg\|23x15px\|border \|alt=Espanya\|link=Selecció de futbol d'Espanya\|{{#if:\|]]                                       | Manu Fernández                             |
| —  | DAV  | [[Fitxer:Flag of Spain.svg\|23x15px\|border \|alt=Espanya\|link=Selecció de futbol d'Espanya\|{{#if:\|]]                                       | Bryan Zaragoza (cedit pel Bayern de Múnic) |

Els equips de la lliga espanyola estan limitats a tenir en la plantilla un màxim de tres jugadors sense passaport de la Unió Europea. La llista inclou només la principal nacionalitat de cada jugador, o aquella que correspongui a la selecció amb la qual juga internacionalment; alguns jugadors no europeus tenen doble nacionalitat d'algun país de la UE:

### Equip filial
| N. | Pos. | Nac. | Jugador      |
| -- | ---- | --- | ------------ |
| 29 | MIG  | [[Fitxer:Flag of Spain.svg\|23x15px\|border \|alt=Espanya\|link=Selecció de futbol d'Espanya\|{{#if:\|]] | Yoel Lago    |
| 34 | MIG  | [[Fitxer:Flag of Spain.svg\|23x15px\|border \|alt=Espanya\|link=Selecció de futbol d'Espanya\|{{#if:\|]] | Miguel Román |

| N. | Pos. | Nac. | Jugador             |
| -- | ---- | --- | ------------------- |
| 35 | POR  | [[Fitxer:Flag of Spain.svg\|23x15px\|border \|alt=Espanya\|link=Selecció de futbol d'Espanya\|{{#if:\|]]   | Coke Carrillo       |
| 39 | DAV  | [[Fitxer:Flag of Morocco.svg\|23x15px\|border \|alt=Marroc\|link=Selecció de futbol del Marroc\|{{#if:\|]] | Jones El-Abdellaoui |

### Cedits a altres equips
| N. | Pos. | Nac. | Jugador                                                           |
| -- | ---- | --- | ----------------------------------------------------------------- |
| —  | DEF  | [[Fitxer:Flag of Spain.svg\|23x15px\|border \|alt=Espanya\|link=Selecció de futbol d'Espanya\|{{#if:\|]]                                    | Unai Núñez (al Hellas Verona fins al 30 de juny de 2026)          |
| —  | DEF  | [[Fitxer:Flag of Spain.svg\|23x15px\|border \|alt=Espanya\|link=Selecció de futbol d'Espanya\|{{#if:\|]]                                    | Manu Sánchez (al Llevant UE fins al 30 de juny de 2026)           |
| —  | MIG  | [[Fitxer:Flag of the United States.svg\|23x15px\|border \|alt=Estats Units d'Amèrica\|link=Selecció de futbol dels Estats Units\|{{#if:\|]] | Luca de la Torre (al San Diego FC fins al 31 de desembre de 2025) |

| N. | Pos. | Nac. | Jugador                                                        |
| -- | ---- | --- | -------------------------------------------------------------- |
| —  | MIG  | [[Fitxer:Flag of Spain.svg\|23x15px\|border \|alt=Espanya\|link=Selecció de futbol d'Espanya\|{{#if:\|]]            | Carlos Dotor (al Màlaga CF fins al 30 de juny de 2026)         |
| —  | DAV  | [[Fitxer:Flag of Argentina.svg\|23x15px\|border \|alt=Argentina\|link=Selecció de futbol de l'Argentina\|{{#if:\|]] | Tadeo Allende (a l'Inter Miami fins al 31 de desembre de 2025) |
| —  | DAV  | [[Fitxer:Flag of Catalonia.svg\|23x15px\|border \|alt=Catalunya\|link=Selecció de futbol de Catalunya\|{{#if:\|]]   | Carles Pérez (a l'Aris Salònica FC fins al 30 de juny de 2026) |

## Jugadors històrics destacats
- Iago Aspas
- Quique Costas
- Hermidita
- Roberto Lago
- Jorge Otero
- Luis Otero
- Nolete
- Pahiño
- Luis Casas Pasarín
- Míchel Salgado
- Quique de Lucas
- Vicente Engonga
- Juanfran
- Juan Sánchez
- Ángel
- Rafa Berges
- Santiago Cañizares
- Catanha
- Ito
- Pichi Lucas
- Manolo
- Maté
- Miguel Muñoz
- Pinto
- Roig
- Velasco
- Eduardo Berizzo
- Fernando Cáceres
- Pablo Cavallero
- Gustavo López
- Amarildo
- Baltazar
- Edu
- Everton Giovanella
- Fabiano
- Fernando Baiano
- Mazinho
- Sylvinho
- Vlado Gudelj
- Liuboslav Pènev
- Stjepan Andrijašević
- Zvonimir Boban
- Goran Jurić
- Mido
- Richard Dutruel
- Peter Luccin
- Claude Makélélé
- Haim Revivo
- Gabriel Tamaş
- Valery Karpin
- Aleksandr Mostovoi
- Goran Đorović
- Savo Milošević
- Fabián Canobbio